# Aleksander Starowieyski
Aleksander Starowieyski herbu Biberstein – poborca podatkowy księstwa oświęcimskiego i zatorskiego w latach 1634, 1655, 1658, 1659.
Żonaty z Anną z Porębskich, miał synów: Franciszka i Stanisława.
Był uczestnikiem popisu pospolitego ruszenia księstwa oświęcimskiego i zatorskiego pod Lwowem w październiku 1621 roku. Obecny na rokach ziemskich zatorskich w 1629 roku. Właściciel wsi Tłuczań i Stara Wieś w powiecie śląskim.